# Atletisme als Jocs Olímpics d'Estiu de 1896

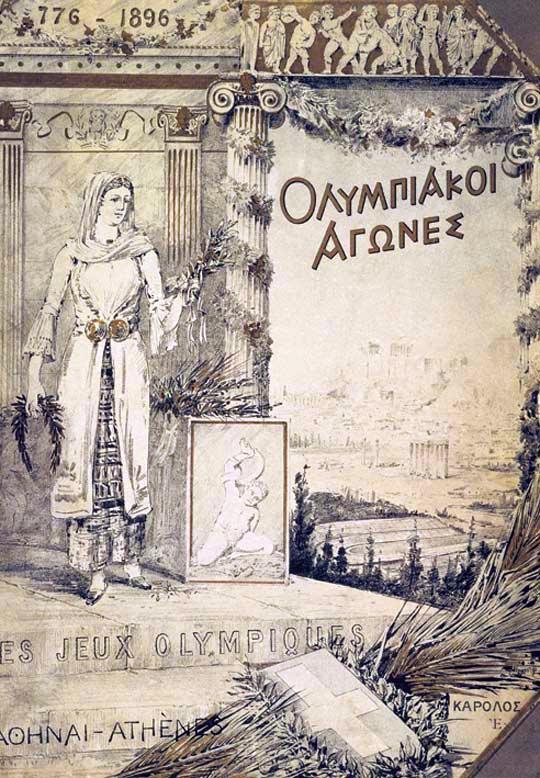
Portada de l'informe oficial dels Jocs Olímpics de 1896

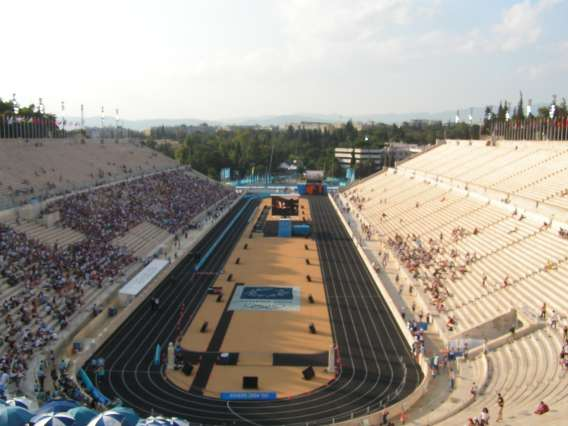
El renovat Estadi Panathinaiko

Als Jocs Olímpics d'Estiu 1896 es van disputar dotze proves d'atletisme. Totes les proves, a excepció de la marató (en la qual sols l'arribada es va realitzar a l'estadi) es van disputar a l'Estadi Panathinaiko. Les diferents proves es van dur a terme els dies 6, 7, 9 i 10 d'abril i en ella van prendre part 63 atletes, tots homes, en representació de 9 països, convertint-se, d'aquesta manera, en l'esport més internacional dels disputats en aquests Jocs Olímpics.
Els atletes dels Estats Units van ser els grans triomfadors en vèncer en 9 de les 12 proves. No s'aconseguí cap rècord mundial degut a les limitacions imposades per la pista.
Les primeres proves disputades van ser les eliminatòries dels 100 m llisos, sent el primer vencedor Francis Lane, al qual es pot considerar el primer vencedor d'una prova olímpica dels temps moderns. James Connolly, dels Estats Units i estudiant a Harvard va guanyar el triple salt el 6 d'abril de 1896 convertint-se en el primer campió olímpic en 1503 anys. Fou segon en salt d'alçada i tercer en salt de llargada. El viatge fins a Atenes el va realitzar en vaixell de càrrega i tren.
La prova de llançament de disc la va guanyar Robert Garrett, dels Estats Units. Garret s'havia entrenat amb un disc molt pesant i en arribar a les Olimpíades es va adonar que el disc utilitzat era més lleuger. Garret també va guanyar en llançament de pes i va ser segon en salt d'alçada (empatat amb Connolly) i salt de llargada.
Tom Burke, dels Estats Units, va guanyar les curses de 100 m i 400 m, fita no repetida fins a l'actualitat. L'australià Teddy Flack va guanyar els 800 m i els 1.500 metres. Ellery Clark dels Estats Units va guanyar el salt d'alçada i el salt de llargada.
Pels organitzadors grecs la prova més important era la marató, pel seu significat històric. Spirídon Luïs va prendre la davantera a quatre quilòmetres del final i va guanyar la cursa amb set minuts d'avantatge, convertint-se d'aquesta manera en un heroi nacional.

## Medaller de les proves d'atletisme
Aquestes medalles foren assignades a posteriori pel Comitè Olímpic Internacional. A l'època, als guanyadors se'ls donava una medalla de plata i els subsegüents llocs no rebien cap premi.
| Prova                      | Or             | Argent                    | Bronze                |
| 100 metres detalls         | Tom Burke      | Fritz Hoffmann            | Francis Lane          |
| 100 metres detalls         | Tom Burke      | Fritz Hoffmann            | Alojz Sokol           |
| 400 metres detalls         | Tom Burke      | Herbert Jamison           | Charles Gmelin        |
| 800 metres detalls         | Teddy Flack    | Nándor Dáni               | Dimítrios Golemis     |
| 1500 metres detalls        | Teddy Flack    | Arthur Blake              | Albin Lermusiaux      |
| 110 metres tanques detalls | Thomas Curtis  | Grantley Goulding         | no n'hi ha            |
| Marató detalls             | Spirídon Luïs  | Kharílaos Vassilakos      | Gyula Kellner         |
| Salt d'alçada detalls      | Ellery Clark   | James Connolly            | no n'hi ha            |
| Salt d'alçada detalls      | Ellery Clark   | Robert Garrett            | no n'hi ha            |
| Salt amb perxa detalls     | Welles Hoyt    | Albert Tyler              | Evànguelos Damaskos   |
| Salt amb perxa detalls     | Welles Hoyt    | Albert Tyler              | Ioannis Theodorópulos |
| Salt de llargada detalls   | Ellery Clark   | Robert Garrett            | James Connolly        |
| Triple salt detalls        | James Connolly | Alexandre Tuffèri         | Ioannis Persakis      |
| Llançament de pes detalls  | Robert Garrett | Miltiades Gouskos         | Georgios Papasideris  |
| Llançament de disc detalls | Robert Garrett | Panagiotis Paraskevópulos | Sotirios Versís       |

## Medaller per països de les proves d'atletisme
| Posició | País         | Or | Argent | Bronze | Total |
| 1       | Estats Units | 9  | 6      | 2      | 17    |
| 2       | Austràlia    | 2  | 0      | 0      | 2     |
| 3       | Grècia       | 1  | 3      | 6      | 10    |
| 4       | Hongria      | 0  | 1      | 2      | 3     |
| 5       | França       | 0  | 1      | 1      | 2     |
| 5       | Regne Unit   | 0  | 1      | 1      | 2     |
| 7       | Alemanya     | 0  | 1      | 0      | 1     |

Dinamarca i Suècia van competir, però no obtingueren medalla.